# Imre Abay
Imre Abay (fl. XX secolo) è stato uno schermidore ungherese, vincitore di una medaglia d'argento ai campionati mondiali di scherma.